# I’m No Longer Here
I’m No Longer Here (Originaltitel Ya no estoy aquí, span. für „Ich bin nicht mehr da“) ist ein Filmdrama von Fernando Frías de la Parra, das im Juli 2019 beim Cine Festival in den USA seine Premiere feierte und am 27. Mai 2020 weltweit bei Netflix veröffentlicht wurde. Der Film vertritt Mexiko bei der Oscarverleihung 2021 als bester Internationaler Film.

## Handlung

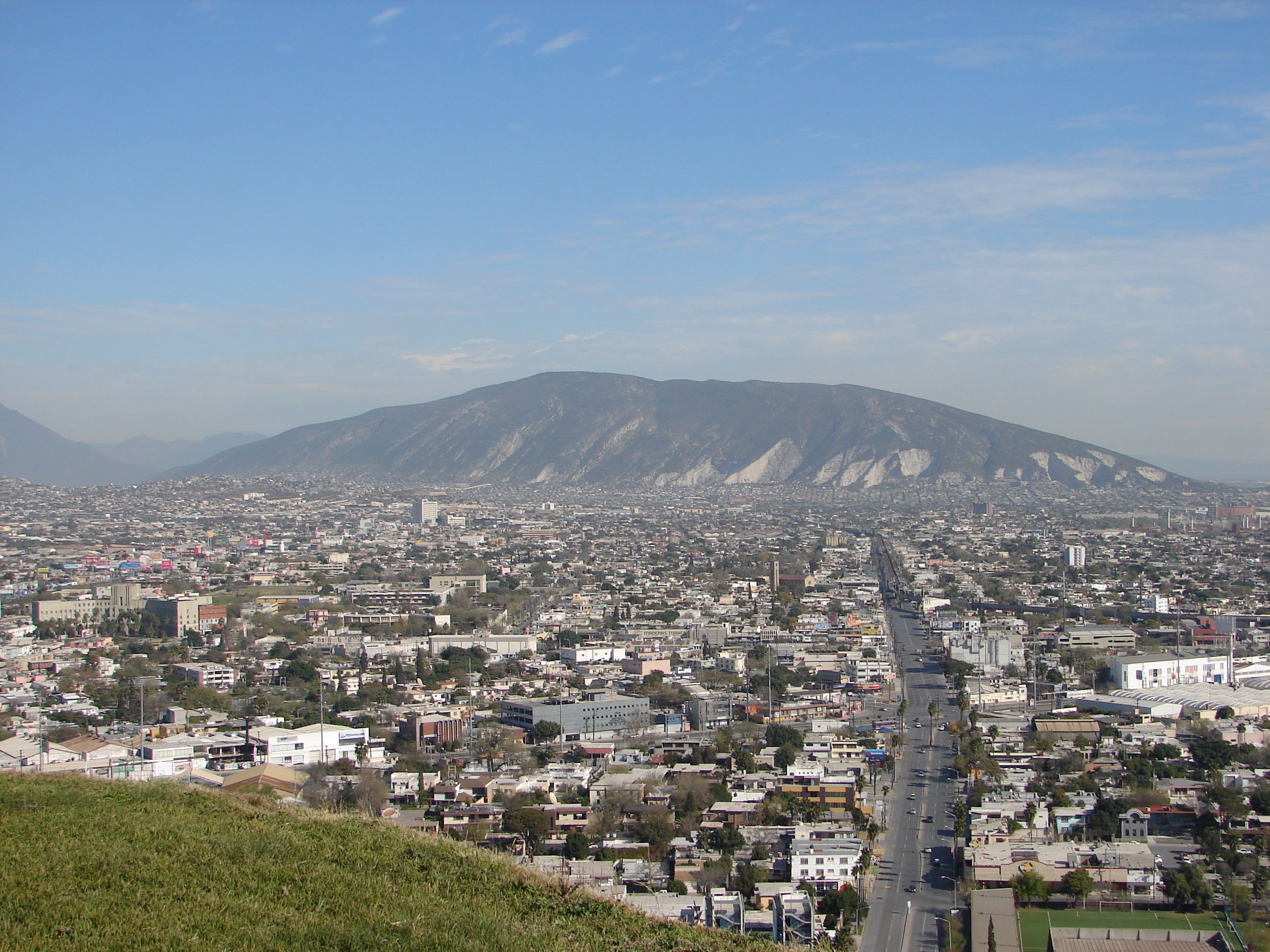
Gedreht wurde im mexikanischen Monterrey

Wir schreiben das Jahr 2011, und im nordmexikanischen Monterrey kämpfen kriminelle Gangs um die Vorherrschaft in der Stadt. In einem der gefährlichsten Viertel, einem Slum am Stadtrand in der Nähe der Berge, versucht sich der 17-jährige Ulises von all dem fernzuhalten. Er versteht sich mit allen im Viertel gut. Gemeinsam mit seinen Freunden hat er eine kleine Straßengang namens "Los Terkos" gegründet. Sie haben sich ganz der Cumbia-Musik verschrieben und tragen farbenfrohe Kleidung und asymmetrische Frisuren. Regelmäßig veranstalten die Jugendlichen Tanzwettbewerbe.

## Hintergrund
Die Musikrichtung Cumbia entstand während der Zeit des Sklavenhandels an der karibischen Küste Kolumbiens und drang in den folgenden Jahrhunderten nach Mittel- und Südamerika vor. Der aus Westafrika kommende Beat kombiniert mit lokalen indigenen Rhythmiken ist das musikalische Rückgrat Lateinamerikas und erfuhr seit den 1960er Jahren lokal unterschiedliche Einflüsse von Rock, Dub, Pop, Hip-Hop und elektronischer Musik. Daher kann der Sound gegenwärtig von Kultur zu Kultur sehr unterschiedlich klingen. Der zugehörige Tanz kann als schlurfend und kreisförmig beschrieben werden, mit komplexen, anmutigen Handgesten als wichtigem Bestandteil, was womöglich auf die schmalen Schritte der in Ketten gelegten, versklavten Tänzerinnen und Tänzer zurückzuführen ist, die ihre Bewegungsfreiheit einschränkten.

## Produktion
Regie führte Fernando Frías de la Parra, der auch das Drehbuch schrieb. Er arbeitete mit vielen Rückblenden und Einschüben, die dem Film seinen besonderen Erzählrhythmus verleihen: „Erinnerungen und Träume sind kontrapunktisch zu den nüchternen Bildern, die Ulises' Leben in New York zeigen“, so Hannes Wesselkämper. Der nicht linear erzählte Film pendelt so ständig zwischen den zwei Zeitsträngen, zwischen Ulises zu Hause in Monterrey und seiner Einsamkeit im Exil in den USA, hin und her.
Eine erste Vorstellung erfolgte im Juli 2019 beim Cine Festival in den USA. Am 27. Mai 2020 wurde der Film weltweit in das Programm von Netflix aufgenommen.

## Rezeption

### Einsatz im Unterricht
Das Onlineportal kinofenster.de empfiehlt den Film ab der 10. Klasse für die Unterrichtsfächer Spanisch, Musik, Sozialkunde/Gemeinschaftskunde und Ethik und bietet Materialien zum Film für den Unterricht. Dort schreibt Hannes Wesselkämper, aufgrund ihrer identitätsstiftenden Funktion, biete sich die Cumbia-Kultur als Schwerpunkt einer Analyse im Spanisch- und Musikunterricht an. Eine fächerübergreifender Projektarbeit könnte sich etwa an den musikalischen Wurzeln der Cumbia als Mischform karibisch-indigener wie afrikanischer Rhythmen orientieren und deren aktuelle Entwicklungsformen in elektronischer Musik oder im Hip-Hop diskutieren. Ebenso ließen sich die sehnsuchtsvollen Texte dieser Musik analysieren. In Bezug auf die zum Ende des Films in den Fokus gerückte politische Lage nordmexikanischer Grenzstädte ließen sich im Spanisch- sowie im Gemeinschaftskunde-Unterricht Gründe und mögliche politische Lösungen für die Gang-Gewalt in Städten der Grenzregion diskutieren.

### Auszeichnungen
I’m No Longer Here vertritt Mexiko bei der Oscarverleihung 2021 in der Kategorie Bester Internationaler Film und wurde im Februar 2021 als einer von 15 Filmen in eine Vorauswahl der Academy of Motion Picture Arts and Sciences aufgenommen. Ebenso befindet er sich in einer Vorauswahl bei den Golden Globe Awards 2021 in der Kategorie für den Besten fremdsprachigen Film. Im Folgenden eine Auswahl weiterer Auszeichnungen und Nominierungen.
Cairo International Film Festival 2019
- Auszeichnung als Bester Film mit der Goldenen Pyramide
- Auszeichnung als Bester Schauspieler (Juan Daniel García Treviño)

Directors Guild of America Awards 2021
- Nominierung für das Beste Regiedebüt (Fernando Frías de la Parra)[6]

Golden Reel Awards 2021
- Nominierung für den Besten Tonschnitt in einem fremdsprachigen Film[7]

Goya 2021
- Nominierung in der Kategorie Bester iberoamerikanischer Film[8]

Guild of Music Supervisors Awards 2021
- Nominierung für die Beste Music Supervision in einem Film mit einem Budget unter 5 Millionen US-Dollar (Javier Nuño & Joe Rodríguez)[9]

Imagen Awards 2021
- Nominierung als Bester Spielfilm
- Nominierung für die Beste Regie (Fernando Frías De La Parra)
- Nominierung als Bester Filmschauspieler (Juan Daniel Garcia)
- Nominierung für die Beste Music Supervision for Film or Television (Joe Rodríguez und Javier Nuño)[10]

Satellite Awards 2020
- Nominierung als Bester fremdsprachiger Film